# Condado de Sumter (Flórida)
O condado de Sumter (em inglês:  Sumter County) é um dos 67 condados do estado americano da Flórida. A sede do condado é Bushnell e a localidade mais populosa é Wildwood. Foi fundado em 8 de janeiro de 1853.

## Geografia
De acordo com o United States Census Bureau, o condado possui uma área de 1 502 km², dos quais 1 416 km² estão cobertos por terra e 85 km² por água.

## Demografia
Segundo o censo nacional de 2010, o condado possui uma população de 93 420 habitantes e uma densidade populacional de 66 hab/km². É o oitavo condado que, em 10 anos, teve o maior crescimento populacional dos Estados Unidos, com um aumento de 75,1%. Possui 53 026 residências, que resulta em uma densidade de 37 residências/km².
Das cinco localidades incorporadas no condado, Wildwood é a mais populosa, com 6 709 habitantes, enquanto Bushnell é a mais densamente povoada, com 399 hab/km². Coleman é a menos populosa, com 703 habitantes. De 2000 para 2010, a população de Wildwood cresceu 71% e a de Webster reduziu em 2,5%. Apenas duas localidades possuem população superior a mil habitantes.